# Глерау
Глерау (ісл. Glerá; дослівно Річка скла) — річка в північній Ісландії, яка протікає через місто Акурейрі. Витікає з льодовиків у горах півострова Трьодласкагі (ісл. Tröllaskagi) і долиною Глераудалюр (ісл. Glerárdalur) тече на північ, впадаючи в Ейяф'йордур (ісл. Eyjafjörður) та у Норвезьке море. На річці є гідроелектростанція. Максимум стоку припадає на літо. Назва річки дослівно перекладається як «скляна річка», адже її алювіальні відкладення містять обсидіан.